# Gima

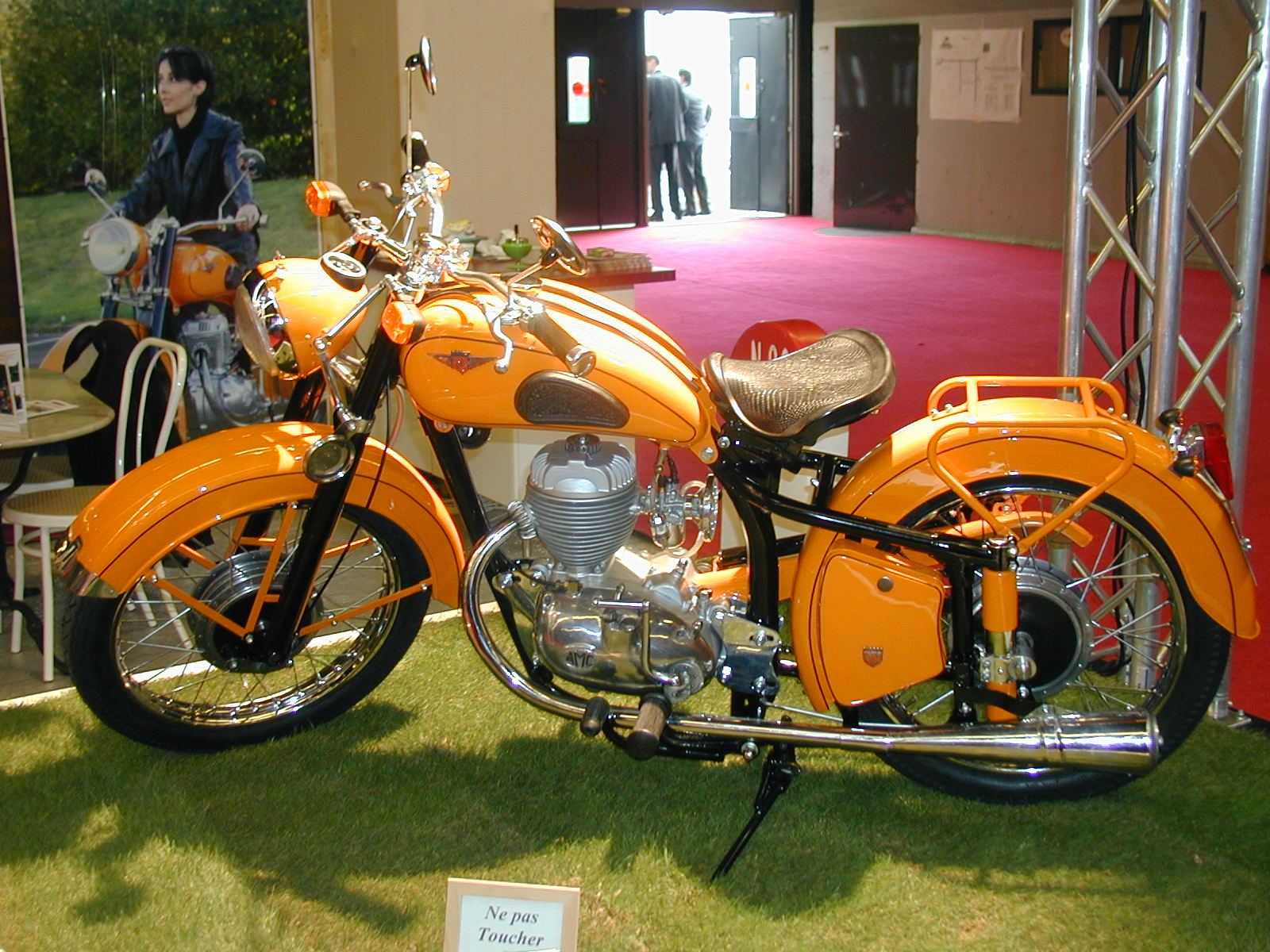
Zo te zien een Gima uit de jaren vijftig met een Frans AMC-motorblok, maar de richtingaanwijzers verraden de "nieuwe" uitvoering die eind 2005 gepresenteerd werd

Gima is een historisch motorfietsmerk.
De bedrijfsnaam was Ets. Gima, Chamalières, Puy de Dôme, vanaf 2005 GB Méca, Peschadoires, Puy de Dôme (1947-1956 en 2005-heden).
Gima bouwde lichte motorfietsen met Ydral-, AMC- en andere inbouwmotoren tussen 108- en 248 cc. De eerste modellen hadden 108- en 125 cc blokjes en waren de eerste Franse machines met een telescoopvork.
In 1948 kwam er een model met een 125 cc AMC-motor. Daarop volgden verschillende lichte modellen, zowel twee- als viertakten. Sommige bronnen vermelden dat de productie al in 1953 beëindigd werd, maar er is ook sprake van een 250 cc kopklepper die in 1954 in productie ging en zelfs nog het 125 cc-model Capri dat - voorzien van een Ydral-tweetaktblokje - pas in 1955 het levenslicht zag.
Eind 2005 werd totaal onverwacht een prototype van een retro-model van de 125 cc Gima gepresenteerd, compleet met plunjervering en een AMC-motorblokje. Modern waren de nieuwe carburateur en elektronische ontsteking. Het merk was nieuw leven ingeblazen door Hilario Gonzalez, die ooit bij AMC had gewerkt. De productie zou ter hand worden genomen door fabrikant GB MECA. Het prototype werd aangepast aan de moderne verkeerstechnische eisen en in die vorm gepresenteerd in 2008. Door de economische crisis startte de productie uiteindelijk eind 2009.